# اونومیچی، هیروشیما
اونومیچی در استان هیروشیما در کشور ژاپن واقع شده‌است که دارای جمعیت ۱۴۸٬۰۸۵ نفر و مساحت ۲۸۴٫۸۵ کیلومتر مربع با تراکم جمعیت ۵۲۰ نفر در کیلومترمربع است و در تاریخ ۴ ژانویه ۱۸۹۹ به عنوان شهر شناخته شد.